# 板倉勝矩
板倉 勝矩（いたくら かつのり）は、江戸時代中期の大名。陸奥国福島藩7代藩主。官位は従五位下・河内守。重昌流板倉家第10代。

## 略歴
上野国安中藩主・板倉勝清の五男として誕生した。

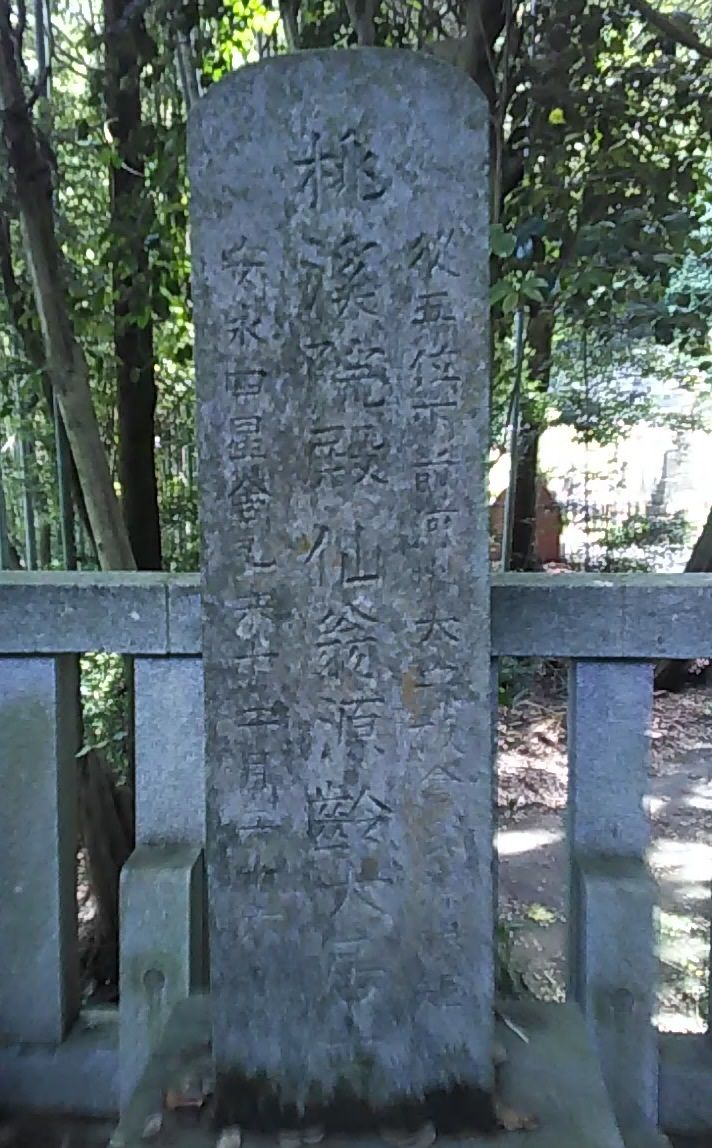
板倉勝矩(西尾市長圓寺)

安永2年（1773年）、先代藩主・板倉勝行の急逝により、養子となって家督を相続した。安永4年（1775年）に死去し、跡を次男の勝長が継いだ。

## 系譜
父母
- 板倉勝清（実父）
- 板倉勝行（養父）

子女
- 板倉勝長（次男）
- 板倉勝幹（四男）
- 内藤頼以（五男）
- 琴 - 加藤泰賢継室、後に松平直紹継室